# Кавананакоа, Квентин
Квентин Кухи Кавананакоа (гав. Quentin Kūhiō Kawānanakoa; род. 28 сентября 1961, Монтерей, Калифорния) — политик штата Гавайи, организатор Республиканской партии Гавайев. Он является частью Дома Кавананакоа. Его иногда называют принцем и наследником гавайской монархии, хотя он сам признает, что официального признания не существует, и такие титулы являются просто почетными. Он также является наследником поместья Джеймса Кэмпбелла.

## Ранние годы
Родился 28 сентября 1961 года. Он был вторым сыном своего отца Эдварда А. Кавананакоа и его матери Кэролайн Уиллисон Кавананакоа. Он вырос в Гонолулу, где окончил школу Пунахоу. Кавананакоа продолжил обучение в Университете Южной Калифорнии. Он вернулся в Оаху и окончил юридическую школу Уильяма С. Ричардсона. После получения юридической степени он до 2000 года занимался частной практикой в юридической фирме Case, Bigelow & Lombardi.

## Политическая деятельность
В 1994 году Кавананакоа пошел по стопам предков и занялся политикой. Как и его прабабушка Кавананакоа Эбигейл Кэмпбелл и двоюродный дядя принц Иона Кухи Каланианаоле, Кавананакоа присоединился к Республиканской партии Гавайев за ее позицию в поддержку бизнеса. Он баллотировался и выиграл выборы в Палату представителей штата Гавайи, офис, который он служил в течение 1998 года. Он поднялся по служебной лестнице в партийном руководстве, став лидером меньшинства. Во время попытки оспорить место в Конгрессе, занимаемое Нилом Аберкромби, Кавананакоа внезапно ушел из активной политической жизни после госпитализации.
В апреле 2006 года, после восьми лет отсутствия на публике, Кавананакоа объявил о своем баллоте на место в Конгрессе, которое занимал Эд Кейс, который решил не баллотироваться в Сенат США. Он выдвинул свою кандидатуру 23 апреля 2006 года. На первичных выборах, состоявшихся 24 сентября 2006 года, Кавананакоа потерпел поражение от сенатора штата Роберта Хога. Окончательное количество голосов Хога: 8 393 голоса (45,6 %) и Кавананакоа: 8 194 голоса (44,5 %). Сенатор Хог проиграл Мазие Хироно. Его противником на выборах 4 ноября 2008 года был демократ Крис Калани Ли. Ли победил с 5885 голосами против 3 374 голоса Кавананакоа.

## Семья
В сентябре 1995 года Кавананакоа женился на Элизабет Браун, уроженке Барбадоса. Их первый ребенок, Кинкейд Кавананакоа, родился 16 июня 1997 года в Гонолулу. В декабре 1999 года Кавананакоа объявили о рождении своего второго ребенка, Райли Кавананакоа, в Гонолулу. Он является правнуком принца Дэвида Кавананакоа и принцессы Абигейл Кэмпбелл Кавананакоа через его бабушку по отцовской линии Абигейл Капиолани Кавананакоа.